# Avenida General Sarmiento

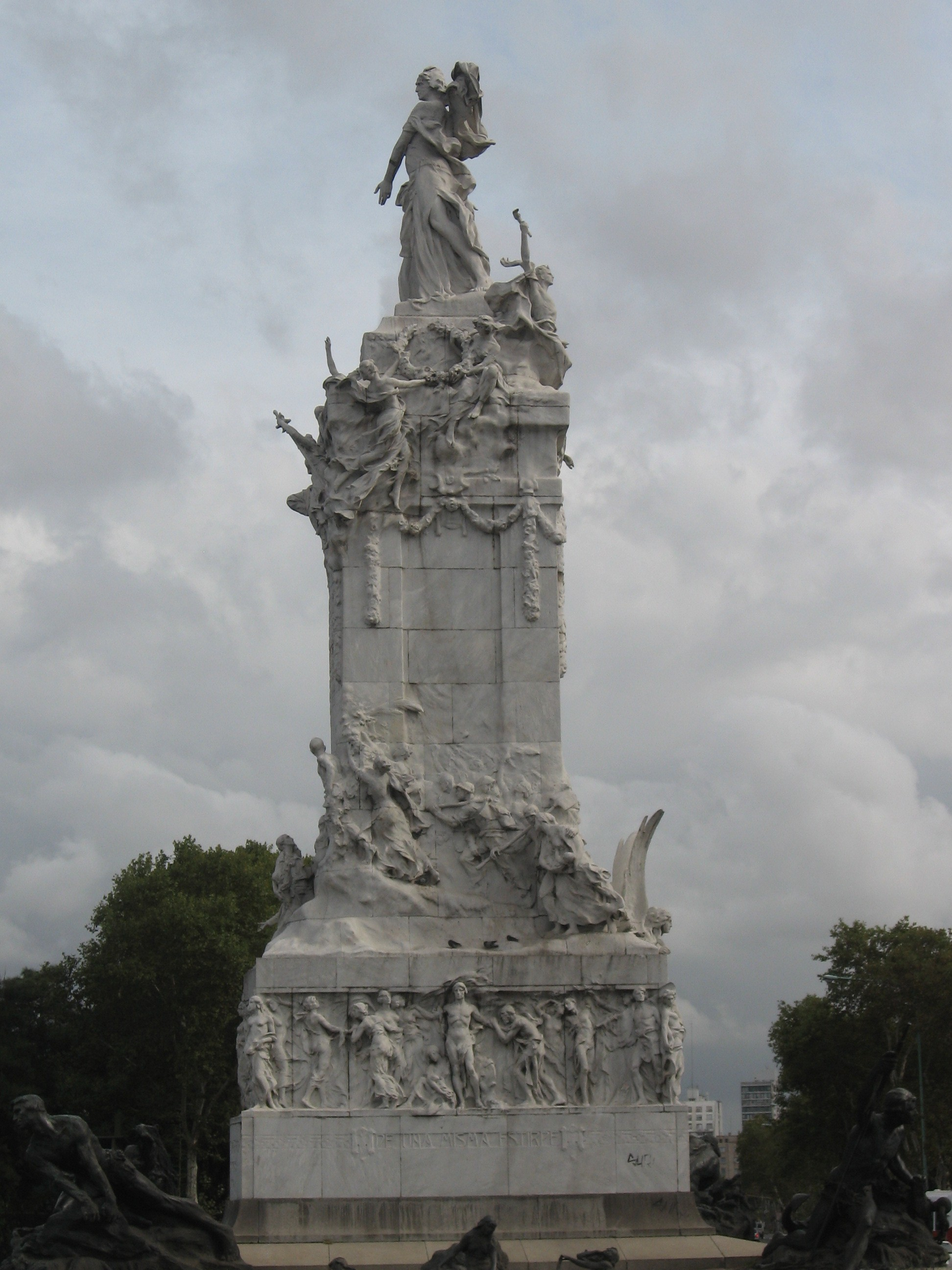
El Monumento de los españoles, se encuentra en el cruce con la Avenida del Libertador.

La Avenida General Sarmiento, más conocida como Avenida Sarmiento, es una importante arteria vial que atraviesa el Parque Tres de Febrero en la ciudad de Buenos Aires, Argentina.

## Características
Es una avenida rodeada en la totalidad de su recorrido por amplias zonas de parques y plazas, que atraviesa de noreste a sudoeste la casi totalidad del barrio de Palermo. Se destaca en su trayecto, en la intersección con la avenida del Libertador, el Monumento de los españoles.

## Recorrido
Transcurre en dirección noreste-sudoeste y se encuentra íntegramente en el barrio de Palermo.
Nace sobre la calzada circular de la avenida Santa Fe, enfrente de la Plaza Italia y finaliza en la avenida Costanera Rafael Obligado, junto al Río de la Plata al costado del Aeroparque Jorge Newbery y el Circuito KDT. Tiene aproximadamente 2.000 m de longitud y es un eje vial vital que conecta las concurridas avenidas Costanera Rafael Obligado, del Libertador, Figueroa Alcorta, Leopoldo Lugones y la mencionada Santa Fe, entre otras.
Es de doble sentido en dos tramos: desde su inicio, sobre Plaza Italia, hasta la intersección con la avenida del Libertador y entre la avenida Figueroa Alcorta y la avenida Costanera Rafael Obligado.
Entre la avenida del Libertador y Figueroa Alcorta tiene un solo sentido (del noreste-sudoeste).
Es uno de los pocos lugares de la ciudad por donde una ley municipal les permite circular a los carritos a caballo llamados 
mateos.

## Historia
Cuando el gobernador Juan Manuel de Rosas instaló su quinta de descanso en los terrenos del actual Parque 3 de Febrero, construyó la casa principal (llamada Caserón de Rosas) en lo que hoy sería la intersección de la avenida Sarmiento con la del Libertador, y un edificio denominado "La Maestranza" en la esquina oeste.  La avenida era un camino principal dentro de su quinta, con ombúes a ambos lados. Luego de la derrota de Rosas, el Caserón se utilizó por unos años como Colegio Militar y luego como Escuela Naval, hasta finalmente demolerse el 3 de febrero de 1899. Al año siguiente, el 25 de mayo, se inauguró alli el monumento a Sarmiento, obra de Auguste Rodin. Por otra parte, el edificio de La Maestranza se demolió en 1924, y en el sitio que ocupaba se inauguró en 1999 el monumento a Rosas, obra de Ricardo Dalla Lasta.
Por proyecto e impulso del presidente Domingo Faustino Sarmiento (gobernó entre 1868-1874) la zona fue mejorando, y en 1883, siendo Intendente Torcuato de Alvear, se colocaron palmeras tropicales a ambos lados, de acuerdo con el deseo e impulso de Sarmiento una década atrás, y se la llamó Avenida de las Palmeras.  Pero estas palmeras no se adaptaron al clima y terreno y comenzaron a deteriorarse, y al quedar convertidas en una especie de columna con un penacho de hojas marchitas en su parte superior, el ingenio popular las apodó "las escobas o plumeros de Sarmiento", y a la avenida, "avenida de las Escobas". Con el tiempo se reemplazaron por los plátanos que siguen en pie actualmente.
En un plano de Pedro Uzal, de 1879 la vía ya figuraba con el nombre de  Domingo Faustino Sarmiento. Poseía un pórtico en su iniciación (en la Av. Santa Fe) conocido como los Portones de Palermo. Estos le daban un aire elegante y se extendían desde la entrada al Jardín Zoológico hasta la entrada de La Rural. Tenían tres portadas para el paso de los carruajes y dos altos arcos de medio punto sobre las veredas para los peatones. Sus puertas de rejas habían sido forjadas en la famosa herrería de Silvestre Zamboni (Rivadavia y Talcahuano). Durante la noche se cerraban al paso de carretas, a las cuales durante los primeros años se les cobraba peaje ($5) al igual que a los jinetes ($3) por una ley de 1878. Pero a los pocos años no se cobró más.
El camino tenía un gran encanto y eran habituales los paseos con carroza por él. También se celebraban allí los corsos de flores. Entre la avenida del Libertador, Sarmiento, avenida Figueroa Alcorta y Casares comenzó a funcionar el primer Zoológico de Buenos Aires, que continúa en ese sitio. Además, sobre el lado opuesto al Zoo se halla desde 1878 el predio de la Sociedad Rural.
Entre 1877 y 1912, frente al solar donde hoy se encuentra el Planetario Galileo Galilei, funcionó el Café de Hansen, con entrada por la avenida, al que muchos consideran una de las cunas del tango. En 1917 los portones fueron demolidos.
En el 2009 sirvió como playón de estacionamiento de los camiones participantes del Rally Dakar.
En el año 2010 se hizo doblé mano entre Figueroa Alcorta y Casares.

## Cruces importantes
- Calzada Circular de la Plaza Italia y avenidas Santa Fe y General Las Heras - Ecoparque Interactivo de Buenos Aires y Sociedad Rural Argentina, al 2800
- Avenida del Libertador - Monumento de los españoles, al 3400
- Avenida Figueroa Alcorta - Monumento a Justo José de Urquiza y Planetario Galileo Galilei, al 3700
- Avenida Casares - Puente bajo los ferrocarriles San Martín y Bartolomé Mitre, al 4000
- Empalme de las avenidas Leopoldo Lugones e Intendente Cantilo, y Autopista Dr. Arturo Umberto Illia - Viaducto bajo el Ferrocarril Belgrano Norte, al 4200
- Avenida Costanera Rafael Obligado - Parque Belgrano y Circuito KDT, al 4600

## Galería de Imágenes

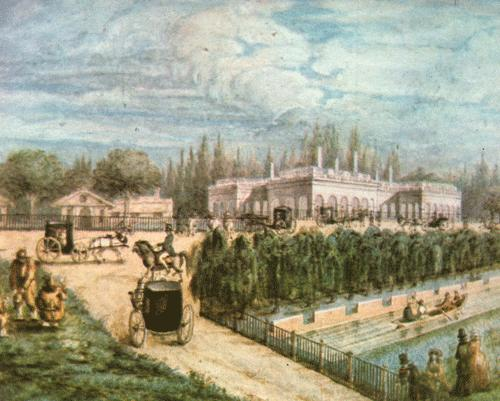
El canal artificial en tiempos de Rosas (1850)
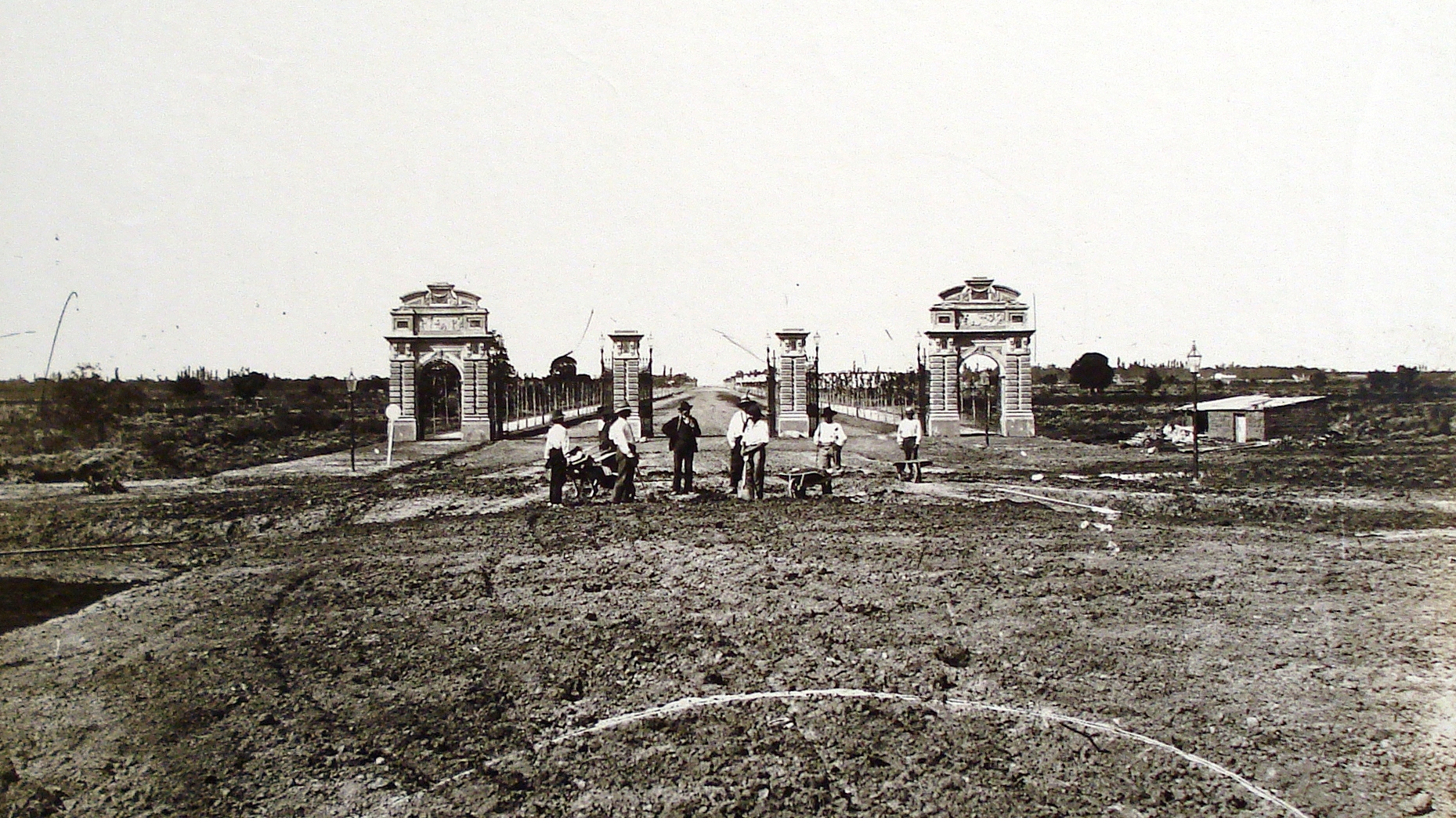
Portones de Palermo (1875)
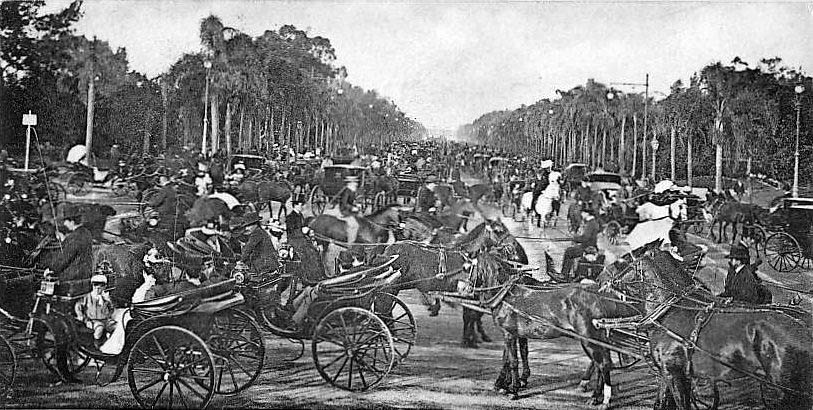
Corso de carrozas (1900)
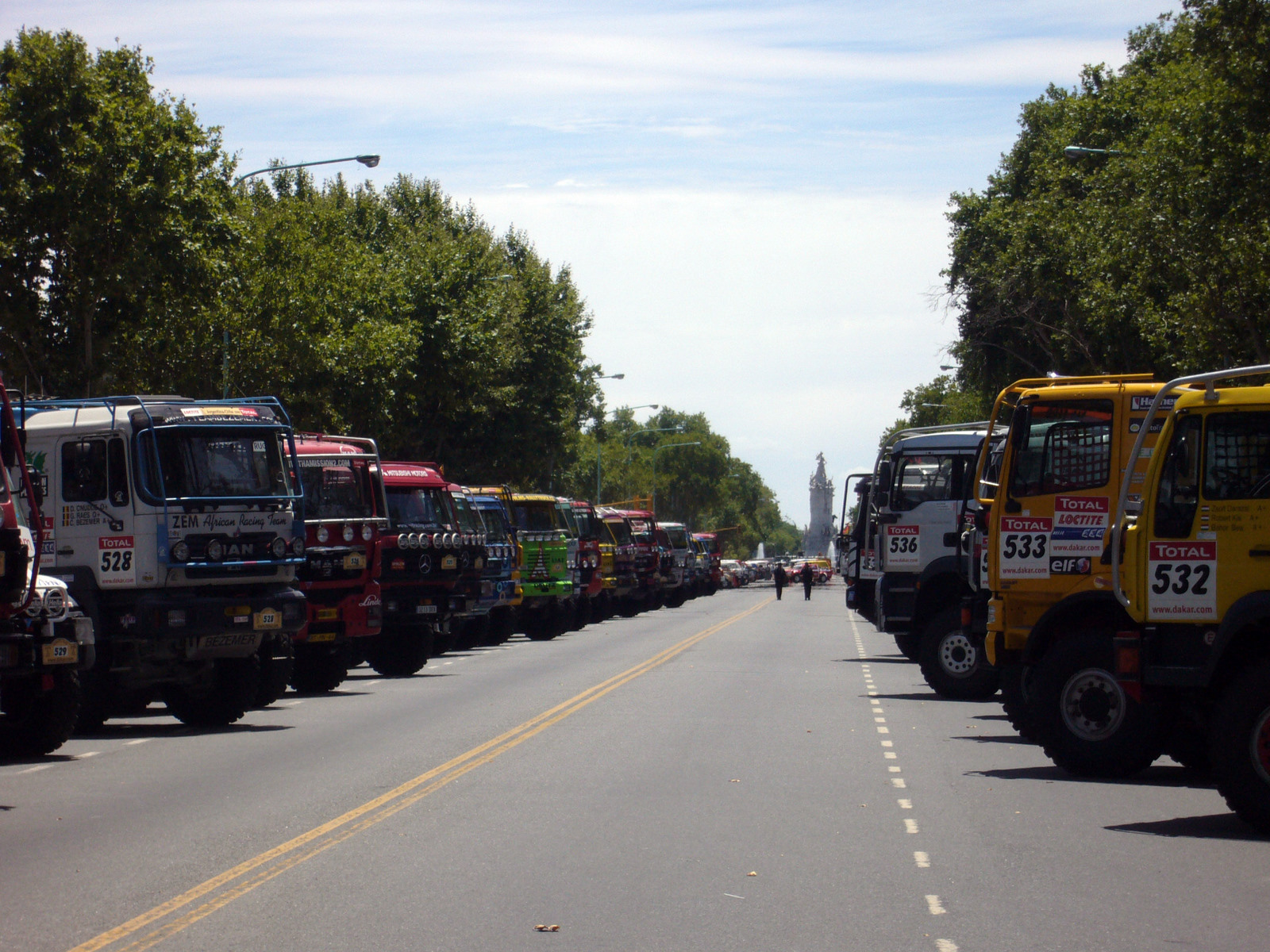
Camiones del Rally Dakar 2009 estacionados en la avenida.

- Datos: Q2873437
- Multimedia: Avenida Sarmiento, Buenos Aires / Q2873437